# Сульфат лантана(III)
Сульфат лантана(III) — неорганическое соединение, соль металла лантана и серной кислоты с формулой La2(SO4)3, бесцветные кристаллы, растворимые в воде, образует кристаллогидраты.

## Получение
- Растворение оксида, гидроксида или карбоната лантана в серной кислоте:

{\displaystyle {\mathsf {La_{2}O_{3}+3H_{2}SO_{4}\ {\xrightarrow {}}\ La_{2}(SO_{4})_{3}+3H_{2}O}}}
{\displaystyle {\mathsf {2La(OH)_{3}+3H_{2}SO_{4}\ {\xrightarrow {}}\ La_{2}(SO_{4})_{3}+6H_{2}O}}}
{\displaystyle {\mathsf {La_{2}(CO_{3})_{3}+3H_{2}SO_{4}\ {\xrightarrow {}}\ La_{2}(SO_{4})_{3}+3CO_{2}\uparrow +3H_{2}O}}}

## Физические свойства
Сульфат лантана(III) образует бесцветные (белые) кристаллы.
Хорошо растворяется в воде со слабым гидролизом по катиону.
Образует кристаллогидраты состава La2(SO4)3•n H2O, где n = 6, 8, 9, и 16.

## Химические свойства
- Безводную соль получают сушкой кристаллогидрата:

{\displaystyle {\mathsf {La_{2}(SO_{4})_{3}\cdot 9H_{2}O\ {\xrightarrow {600^{o}C}}\ La_{2}(SO_{4})_{3}+9H_{2}O}}}
- Разлагается при нагревании:

{\displaystyle {\mathsf {2La_{2}(SO_{4})_{3}\ {\xrightarrow {1150-1200^{o}C}}\ 2La_{2}O_{3}+6SO_{2}+3O_{2}}}}
- Реагирует с перегретым па́ром:

{\displaystyle {\mathsf {2La_{2}(SO_{4})_{3}+2H_{2}O\ {\xrightarrow {500-650^{o}C}}\ 4LaSO_{4}(OH)+2SO_{2}+O_{2}}}}
- Реагирует с щелочами:

{\displaystyle {\mathsf {La_{2}(SO_{4})_{3}+6NaOH\ {\xrightarrow {}}\ 2La(OH)_{3}\downarrow +6Na_{2}SO_{4}}}}
- С концентрированной серной кислотой образует кислые соли:

{\displaystyle {\mathsf {La_{2}(SO_{4})_{3}+3H_{2}SO_{4}\ {\xrightarrow {}}\ 2La(HSO_{4})_{3}}}}